# Све је боље од самоће
Све је боље од самоће је десети студијски албум певачице Ане Бекуте. Објављен је 1998. године у издању ПГП РТС.

## Песме на албуму
| Р.бр. | Песма                  | Музика               | Текст                                 | Аранжман                           |
| ----- | ---------------------- | -------------------- | ------------------------------------- | ---------------------------------- |
| 1.    | С обе ми се руке крсти | Александар Радуловић | Марина Туцаковић                      | Александар Радуловић               |
| 2.    | Тело као слика         | Александар Радуловић | Марина Туцаковић                      | Александар Радуловић               |
| 3.    | Умрећу на туђи дан     | ххх                  | Марина Туцаковић, Љиљана Јорговановић | Енџи Маврић                        |
| 4.    | Кад попијеш            | ххх                  | Марина Туцаковић, Љиљана Јорговановић | Александар Радуловић               |
| 5.    | Све је боље од самоће  | Александар Радуловић | Марина Туцаковић                      | Александар Радуловић               |
| 6.    | Није љубав коло        | Александар Радуловић | Марина Туцаковић                      | Александар Радуловић               |
| 7.    | Куд који, мили моји    | Александар Радуловић | Марина Туцаковић, Љиљана Јорговановић | Александар Радуловић               |
| 8.    | Нећу ја да пропаднем   | Мр.СС                | Марина Туцаковић, Љиљана Јорговановић | Енџи Маврић                        |
| 9.    | Преварена жена         | Рођа Раичевић        | Марина Туцаковић, Љиљана Јорговановић | Енџи Маврић                        |
| 10.   | Немој ништа причати    | ххх                  | Драган Којић Кеба, А. Мишавић         | Ненад Николић Патало, Дејан Абадић |